# Корех
Корех — пресноводное озеро на территории Амбарнского сельского поселения Лоухского района Республики Карелии.

## Общие сведения
Площадь озера — 1,5 км². Располагается на высоте 73,4 метров над уровнем моря.
Форма озера продолговатая: оно более чем на два с половиной километра вытянуто с запада на восток. Берега каменисто-песчаные, местами заболоченные.
Из западной оконечности озера вытекает безымянный водоток, который, протекая через озеро Алань, впадает в губу Рогатую Энгозера, воды из которого через реки Калгу и Воньгу попадают в Белое море.
Населённые пункты вблизи водоёма отсутствуют.
Код объекта в государственном водном реестре — 02020000711102000003078.